# 서울중목초등학교
서울중목초등학교(서울中牧初等學校)는 대한민국 서울특별시 중랑구 동일로 665 (면목동)에 있는 초등학교다.

## 학교 연혁
- 1997년 11월 4일: 개교
- 1999년 2월 19일: 제1회 졸업
- 1999년 12월 20일: 학내 전산망 구축 완료
- 2000년 3월 1일: 46학급 편성
- 2000년 9월 15일: 체육창고 1동 건립
- 2001년 9월 1일: 제 2대 이승찬 교장 부임
- 2005년 9월 1일: 제 3대 양봉은 교장 부임
- 2007년 9월 1일: 제 4대 김인효 교장 부임
- 2009년 3월 1일: 제 5대 나화균 교장 부임
- 2011년 3월 1일: 제 6대 고종만 교장 부임
- 2013년 3월 5일: 급식실 증축 및 학생식당 준공
- 2014년 9월 1일: 제 7대 이시라 교장 부임
- 2013년 10월 3일: 본관 강당 리모델링
- 2017년 2월 17일: 제19회 졸업
- 2018년 3월 1일: 제 8대 채준병 교장 부임

## 참고 자료
- 서울중목초등학교 - 한국교육학술정보원 학교알리미